# Tamer Nafar
Tamer Nafar (6 de junio de 1979) es un rapero, actor, guionista y activista social palestino con ciudadanía israelí. Es el líder y uno de los miembros fundares de DAM, el primer grupo de hip hop palestino de la historia.

## Biografía
Su familia es originaria de Jaffa, pero durante la Nakba fueron expulsados a la fuerza de la ciudad. Su abuelo se asentó primero en Ascalón y finalmente en Lod, mientras que el resto de sus familiares acabaron en campamentos de refugiados en Ramala, Gaza o el Líbano.
Tamer Nafar es hijo de Fawzi Nafar y Nadia Awadi. Se crio en el seno de una familia pobre de Lod, una ciudad israelí con población mixta (palestina y judía) que en su momento era uno de los centros israelíes del narcotráfico y los delitos callejeros.
Tamer descubrió el hip hop con 17 años, cuando comenzó a aprender inglés escuchando a Tupac y traduciendo sus letras al árabe con la ayuda de un diccionario.
Uno de sus primos, el poeta palestino Saleem al-Naffar, murió junto con su mujer y sus tres hijos por un bombardeo israelí durante la guerra de Gaza de 2023-24.

## Carrera musical
El primer sencillo de Tamer Nafar se tituló "Intocable" en alusión a la película Los Intocables, de Brian De Palma.
En 1998, Tamer publicó su primer EP, Stop Selling Drugs ("Dejad de Vender Drogas" en español), en el que cantaba con su hermano pequeño Suhell.

### DAM
En el año 2000, los hermanos Nafar se unieron a su amigo Mahmoud Jreri para crear DAM, el primer grupo de hip hop palestino.
El nombre del grupo es el acrónimo de Da Arab MCs. DAM significa duradero o persistente en árabe y sangre en hebreo (דם).  En una entrevista para Democracy Now!  en 2008, Tamer comentó que el nombre del grupo sugería la idea de “sangre eterna, como decir que nos quedaremos aquí para siempre”, evocando el tradicional espíritu palestino de resiliencia y supervivencia (دام sumud en árabe).
La generación de Tamer, Suhell y Mahmoud es hija de quienes mobilizaron a la minoría de origen palestino en Israel en los años setenta y ochenta y nieta de quienes sufrieron la Nakba. Su generación desafía los insultos a la identidad palestina y defiende la autodeterminación del pueblo palestino mientras lucha contra el racismo y desigualdad.
DAM es un grupo reconocido por su capacidad de rapear en inglés, árabe y hebreo. Las primeras canciones del grupo fueron compuestas en inglés, aunque luego pasaron a rapear en hebreo porque las palabras fluían mejor en este idioma.
Los miembros del grupo comprendieron que su capacidad de generar un verdadero impacto social dependía de su capacidad de expresar su mensaje en árabe, hebreo e inglés, basándose en frases vernáculas, slang, obscenidades y referencias a los diversos entornos socioculturales. DAM consigue así apelar a diversas audiencias.

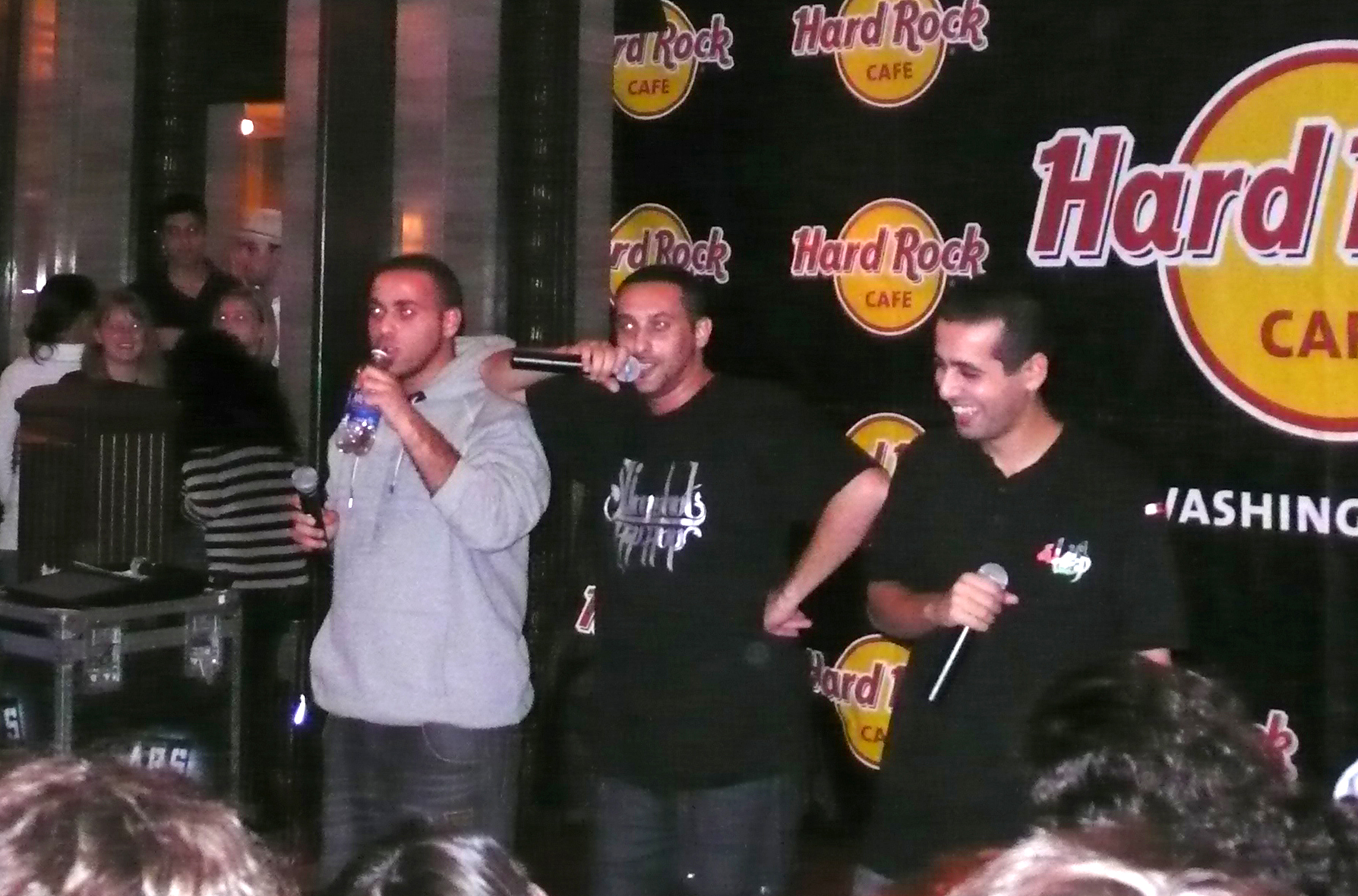
DAM en 2008

El 3 de septiembre del año 2000, un amigo de Tamer llamado Booba (Hussam Abu Gazazae) murió asesinado a tiros, un incidente que le llevó a grabar su primera canción de protesta con referencias políticas. Esta canción, una versión de la canción de Abd al Majeed Abdalla Ya Tayeb al Galb, se tituló Booba y contó con la colaboración de Ibrahim Sakallah para el gancho.
Tras el estallido de la Segunda Intifada en octubre del año 2000, Tamer y Mahmood decidieron escribir su primera canción claramente política, titulada "Posheem Hapim me Peshaa" (Criminales Inocentes). Grabada sobre una instrumental del "Hail Mary" de Tupac y salpicada de frases provocadoras como "cuando los judíos protestan, los policías usan palos / cuando los árabes protestan, los policías se llevan sus almas" y "si esto es una democracia, por qué a mí no se me menciona en vuestro himno" seguido de un coro  que proclama "antes de juzgarme, antes de entenderme, camina con mis zapatos, y te dolerán los pies, porque  somos criminales, criminales inocentes."
Esta canción creó una importante polémica en los medios de comunicación israelíes y DAM se vio enfrentado a otros raperos israelíes como Subliminal. Gran parte de esta creciente enemistad quedó registrada en el documental Channels of Rage. A pesar de la polémica, el cantante de rock israelí Aviv Geffen versionó posteriormente la canción y el director de cine israelo-estadounidense Udi Aloni grabó un videoclip para la canción en 2003.

### 2003:Channels of Rage
En 2003, la directora de cine israelí Anat Halachmi estrenó Channels of Rage, que ganó el Premio Wolgin al mejor documental en el Festival de Cine de Jerusalén de ese mismo año. La película sigue los pasos de Tamer Nafar y DAM por un lado y del rapero sionista de derechas Kobi Shimoni (conocido como Subliminal y la Sombra) por el otro. Reunidos en un oscuro callejón de Tel Aviv, ambos protagonistas casi llegan a las manos por los últimos comentarios realizados tanto por Tamer como por Shimoni. Una relación que había sido en sus inicios colaborativa y cariñosa se deshizo rápidamente cuando cada uno de ellos comenzó a representar una ideología política tras el fracaso de la Cumbre de Camp David y el comienzo de la Segunda Intifada en el año 2000. Como resultado de la violencia en las calles de Tel Aviv y Yenín, ambos artistas se entregaron al nacionalismo y dejaron de lado una relación estrecha que había estado basada en su amor mutuo por el hip hop.

### 2004: la campañaBorn Here(Nacido Aquí)
Tamer usa la música y el arte como parte de su activismo social. En 2004, la organización Shateel pidió a DAM que produjese canciones que hablasen de la discriminación y la pobreza en las ciudades mixtas israelíes, comentando asuntos concretos como la demolición israelí de casas palestinas y el peligroso acceso por carretera a Lod, que requiere que sus habitantes crucen ocho vías ferroviarias antes de alcanzar la ciudad. Los miembros de DAM, en colaboración con una cantante local de R&B, crearon la canción Born Here (Nacido Aquí) en alusión a una popular canción israelí del Dúo Datz que decía "Yo nací aquí, mis niños nacieron aquí, y aquí es donde construimos nuestras casas con nuestras manos". DAM modificó la letra para cantar "Yo nací aquí, mis abuelos nacieron aquí, y aquí es donde vosotros destruisteis nuestras casas con vuestras manos". La campaña que acompañaba a esta canción tuvo un gran éxito y el gobierno israelí construyó un puente por encima de las vías del tren y permitió a DAM viajar por Israel para difundir su causa.

### 2006: álbum de debut "Ihda"
Después de haber viajado por el mundo y haber publicado sencillos que se convirtieron en números uno en las listas árabes, DAM se convirtió en el primer grupo de hip hop palestino que publicaba un disco con un sello importante, EMI Arabia. El disco, titulado Ihda', fue publicado en 2006. DAM también firmó un contrato con la empresa de representación musical francesa 3D Family para realizar una gira en festivales de música de todo el mundo promocionando su álbum, lo que les permitió visitar el Festival de Cine de Sundance, el Doha DIFF (Doha Internacional Film Festival), el Festival Internacional de Cine de Dubai, el Trinity Internacional Hip Hop Festival en EE.UU., Vine Rock, Festival de Cerveza Palestina en Taybeh y el Casa Festival en Marruecos, donde compartieron escenario con artistas reconocidos internacionalmente como GZA de Wu-Tang Clan, Mos Def, Talib Kweli, Dead Prez, Chuck D de Public Enemy, Pharoahe Monch, Rachid Taha, Ahmad al Khoury o Immortal Technique. El disco incluía 15 canciones, varias de las cuales fueron número uno. Aunque trataba principalmente sobre el conflicto palestino-israelí, el álbum supuso una importante novedad como el primer disco de hip hop árabe que abordó el tema de los derechos de la mujer. La canción Hurriyet Unta (libertad para mis hermanas), en colaboración con Safa' Hathoot -la primera rapera palestina-, critica la opresión de las mujeres en paralelo a la opresión de los palestinos.

### 2008:Slingshot Hip-Hop
En 2008, la directora de cine estadounidense Jackie Salloum estrenó Slingshot Hip Hop, un documental sobre la historia del hip hop palestino. Slingshot Hip-Hop se centra en la experiencia subjetiva de diversos artistas y en su respuesta emocional ante el mundo. Habla sobre historias personales que podrían ser calificadas de poco convencionales, poéticas y experimentales. Slingshot Hip-Hop entrelaza las historias de jóvenes palestinos que viven en la Franja de Gaza, Cisjordania e Israel en su proceso de descubrimiento del hip hop y de cómo usarlo para superar las divisiones que les imponen la ocupación y la pobreza. Además, en el documental aparecen artistas de amplio reconocimiento internacional como Afrika Bambaataa y Chuck D de Public Enemy. Tras su debut en el Festival de Sundance, la película recibió una enorme atención y ganó numerosos premios.

### 2012: Segundo álbum,Dabke en la Luna
En 2012, DAM publicó su segundo álbum oficial, Dabke en la Luna.
El principal productor del álbum fue el primo de Tamer y Suhell, Nabil Nafar, un productor danés-palestino que viajó  a Lod y trabajó con ellos en seis canciones.
En la canción "Una letra desde la cárcel", DAM trabajó con los intérpretes de oud clásico Le Trio Joubran y con el percusionista libanés Bachar Khalife (hijo del famoso compositor e intérprete del oud Marcel Khalife). El resultado fue una canción de hip hop melancólica, poco tradicional y fuertemente influida por las composiciones y los instrumentos clásicos árabes.

### 2013: Habitación n.º4
En 2013, Tamer Nafar dirigió una campaña de fotografía bautizada como "Habitación nº4" que ilustraba la situación a la que se enfrentan los niños que son arrestados y detenidos por la policía israelí. La habitación n.º 4 es una sala de interrogatorios del Complejo Ruso de Jerusalén–la principal comisaría de la policía israelí en Jerusalén– donde se interroga a los habitantes palestinos de Jerusalén, incluidos muchos niños.

### 2014: "#Who_U_R"
En 2014, Tamer Nafar y DAM estrenaron el videoclip "#Who_U_R" (Quién eres), dirigido por el cineasta palestino candidato al Óscar Scandar Copti. "#Who_U_R" surgió en respuesta a la violación de una adolescente tejana de 16 años llamada Jada, cuya agresión había sido grabada en vídeo, compartida y ridiculizada en las redes sociales.
Tamer declaró sobre el vídeo que “la lucha de las mujeres va más allá de Oriente Medio. Es una lucha internacional.” Comenta que la idea era “coger la parte social de mi progreso individual y llevar los asuntos sociales que yo abordo a la escena internacional.”
La canción generó una campaña de Twitter en Oriente Medio con el hashtag #Who_You_R, que animaba a los hombres a enviar fotos de sí mismos haciendo tareas del hogar como una forma de romper los patrones tradicionales de género y de apoyar a las mujeres.

### 2016:Junction 48 (Cruce 48)
Tamer fue el protagonista de la película Junction 48 (Cruce 48), dirigida por Udi Aloni y escrita por el propio Nafar y Oren Moverman. La base de esta película semiautobiográfica es la juventud y los primeros años de Nafar como rapero. La película ganó el Premio de la Audiencia en el Festival Internacional de Cine de Berlín, el premio a la Mejor Película Internacional en el Festival de Cine de Tribeca y 2 premios en el Festival de Cine Artístico de Eslovaquia (a la mejor película y al mejor actor protagonista).
Como actor y escritor, Tamer ha participado en numerosas obras de teatro en Israel/Palestina y Europa. Ha actuado para veteranos directores palestinos como Norman Issa y Nizar Zoabi en obras de Anton Chekhov, así como en Aunti Adipos - Un Memorial para Shulamit, dirigida por Udi Aloni y representada en el Teatro Nacional de Mannheim, compartiendo escenario con el actor israelí Itay Tiran y el filósofo esloveno Slavoj Žižek.
También en 2016, Tamer Nafar actuó en la ceremonia del equivalente israelí de los Premios Óscar y, junto con el actor judío Yossi Zabari, recitó un poema del poeta nacional palestino Mahmud Darwish, ante lo que la ministra del Likud Miri Regev reaccionó abandonando la sala. Poco después, Regev pidió la cancelación de un concierto de Nafar en la ciudad de Haifa acusándolo de legitimar el terrorismo y socavar al Estado, aunque finalmente el ayuntamiento de Haifa decidió mantener la actuación tal y como estaba planeada.

### 2017:Mama, I Fell In Love With a Jew (Mamá, me enamoré de una judía)
En 2017, DAM publicó una nueva canción y videoclip en la que hablaba con humor de la escasa o nula coexistencia de las comunidades judía y palestina dentro de Israel. Narra el enamoramiento de un palestino y una judía en un ascensor con frases con grandes dosis de humor y carga política como "ella iba hacia arriba y yo hacia abajo", "¿Hablo hebreo? Es un poco difícil para mí / "Yes Avodah" significa ¿tienes trabajo para mí? / ¿Ella habla árabe? Dijo una palabra o dos / "Wafek Ya Batukhak" significa quieto o disparo", "Yo dije 69 y ella oyó 67", o "todo lo que quiero es un amor dulce / pero si también quieres amor duro / ¿puedo ser yo el que te ponga las esposas a ti para variar?". Publicaciones como Haaretz o The Forward se hicieron eco de ella rápidamente.

### 2019: llamada al voto
En abril de 2019, a pocos días de las elecciones parlamentarias de Israel y ante la perspectiva de una baja participación de la población de origen palestino, Tamer Nafar grabó y publicó una canción titulada "Tamer debe votar", en la que asumía una doble personalidad (defendiendo la abstención por un lado y la participación por otro) y terminaba animando a su pueblo a participar en las elecciones. En la canción defendía que votar en las elecciones era luchar contra los "fascistas" que quieren expulsar a los palestinos de Israel, con un estribillo que decía "el fascista sale, y todo sale a su manera. O votamos o acabaremos fuera de nuestra tierra". Nafar explicó la canción argumentando que "tenemos que luchar contra la indiferencia, no ya hacia la democracia israelí, sino hacia el racismo y el apartheid".

## Polémicas
Nafar participó en una conferencia conjunta entre la Universidad de Carolina del Norte y la Universidad de Duke bajo el título "Conflicto por Gaza: Gente, Políticas y Posibilidades". Durante su intervención, Nafar comentó “Esta es mi canción antisemita” y "necesito vuestra ayuda. No puedo ser antisemita sólo". Más tarde siguió diciendo "no penséis en Rihanna cuándo cantéis esto, no penséis en Beyoncé; pensad en Mel Gibson". Gibson es un actor y director de cine que ha declarado que "los judíos son los responsables de todas las guerras que hay en el mundo." El director interino de la Universidad de Carolina del Norte, Kevin Guskiewicz, condenó el lenguaje "perturbador" y "lleno de odio" de la intervención de Nafar.
En diciembre de 2022, durante una actuación de Tamer Nafar en la localidad de Kafr Yasif, al norte de Acre, la policía israelí irrumpió en el escenario con la intención de detener el concierto bajo el pretexto de que sus letras critican a la policía y la tildan de racista. Nafar se negó a bajar del escenario, por lo que uno de los policías esperó a que terminara su actuación para arrestarlo, momento en el que los organizadores del concierto se enfrentaron a la policía. Finalmente, la policía cedió y el concierto pudo finalizar sin problemas.